# Замбжинець
Замбжинець (пол. Zambrzyniec) — село в Польщі, у гміні Лохув Венґровського повіту Мазовецького воєводства.
Населення — 177 осіб (2011).
У 1975-1998 роках село належало до Седлецького воєводства.

## Демографія
Демографічна структура станом на 31 березня 2011 року:
|          | Загалом | Допрацездатний вік | Працездатний вік | Постпрацездатний вік |
| -------- | ------- | ------------------ | ---------------- | -------------------- |
| Чоловіки | 92      | 15                 | 65               | 12                   |
| Жінки    | 85      | 17                 | 39               | 29                   |
| Разом    | 177     | 32                 | 104              | 41                   |